# Smart Museum of Art
El Smart Museum of Art o Museo de Arte David y Alfred Smart es un museo de arte situado en el campus de la Universidad de Chicago en Chicago, Illinois. La colección permanente tiene más de 15.000 objetos. La entrada es gratuita y está abierta al público en general.
El Smart Museum y el adyacente Cochrane-Woods Art Center fueron diseñados por el arquitecto Edward Larrabee Barnes.

### Historia
La Universidad de Chicago comenzó a planificar seriamente la construcción de un museo de arte y el establecimiento de una colección permanente de arte en el decenio de 1960 —la Sociedad del Renacimiento se fundó en 1915, pero no colecciona arte—.
La donación fundacional provino de la Smart Family Foundation en 1967 y la construcción comenzó en 1971. El museo fue nombrado en honor a David A. Smart (1892-1952) y su hermano Alfred Smart (1895-1951), los editores con sede en Chicago de Esquire, Coronet, y, con Teriade, de la revista Verve, así como fundadores de Coronet Films. David Smart era un coleccionista de arte y poseía cuadros de Picasso, Renoir y Chagall. Sin embargo, el regalo de fundación fue de la colección de Esquire y no incluyó ninguna obra de su colección personal. En su lugar, la colección fue inicialmente reunida de una variedad de fuentes, incluyendo obras de arte de varios departamentos universitarios y regalos de fundaciones y donantes individuales.
El director fundador del Smart fue el historiador de arte y profesor Edward A. Maser y el museo estaba originalmente asociado con el departamento de historia del arte de la universidad. En 1983, el museo se convirtió en una unidad separada de la universidad dedicada a servir a toda la comunidad, incluyendo actividades de extensión educativa en las escuelas públicas locales. En sus primeros años fue conocido como la Smart Gallery, pero fue renombrado como el David and Alfred Smart Museum of Art en 1990 para reflejar la misión expandida.

## Colección
Hay más de 15.000 objetos en la colección del Smart Museum. Una selección se exhibe en cuatro galerías de la colección permanente dedicadas al arte moderno, el arte asiático, el arte europeo y el arte contemporáneo. Estas galerías se renuevan anualmente. La colección también se utiliza a menudo en exposiciones especiales y para los cursos que se imparten en la Universidad de Chicago.

### Arte moderno
La colección de arte moderno del museo cuenta con pinturas de Paul Delvaux, Arthur Dove, Childe Hassam, Walt Kuhn, Norman Lewis, Roberto Matta, Joan Mitchell, Jean Metzinger, Diego Rivera, y Mark Rothko, mientras que la Joel Starrels, Jr. Memorial Collection, incluye esculturas de Jean Arp, Edgar Degas, Henry Moore, Jacques Lipchitz y Auguste Rodin.
Una de las piezas más notables de la colección es el mobiliario original del comedor diseñado por Frank Lloyd Wright para la Casa Robie, que normalmente en exposición permanente. La mayoría de los muebles originales de la Casa Robie, así como algunas vitrinas, fueron transferidas a la colección del museo antes de que abriera en 1974. En ese momento, la Casa Robie todavía se utilizaba como oficinas de la Universidad de Chicago.

### Arte asiático
La colección asiática incluye pinturas literarias en pergamino de China, Japón y Corea, esculturas budistas, cerámicas y grabados ukiyo-e. El museo también tiene una gran colección de fotografía china contemporánea.

### Arte europeo

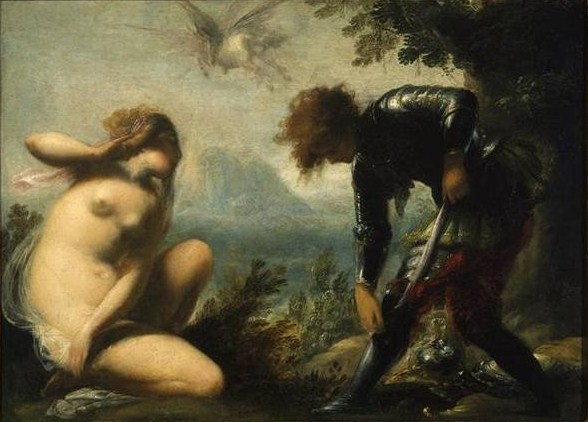
Cecco Bravo, Angelica y Ruggiero, 1660

La colección europea se centra en el arte creado antes de 1900. Veintiuna obras de la Colección Kress fueron donadas al Smart cuando se abrió, incluyendo pinturas de Cecco Bravo, Luca Cambiaso, Donato Creti, Pordenone, Girolamo da Santa Croce, Jan Steen, y Paolo Veronese.
Otras obras notables son Los desastres de la guerra de Goya y las pinturas de Gustave Caillebotte, Louis Dupré y Jean-Baptiste Regnault.

### Arte contemporáneo
La colección contemporánea incluye obras de John Chamberlain, Antony Gormley, Robert Irwin, Sylvia Sleigh, Andy Warhol y Claire Zeisler. El museo tiene una notable colección de artistas de Chicago, con concentraciones de obras de los Chicago Imagists, la Monster Roster, y artistas autodidactas como Henry Darger y Lee Godie.
La colección también incluye obras más recientes de Dawoud Bey, Nick Cave, Theaster Gates, Richard Hunt, Laura Letinsky, Kerry James Marshall, Dan Peterman y Tony Tasset.
El museo mantiene un archivo de obras de arte, cuadernos de bocetos, cartas, herramientas, bloques de madera originales y otro material personal relacionado con la vida y la obra de H. C. Westermann. Mucho de ello fue dado a los Smart por la esposa de Westermann, Joanna Beall Westermann, y su hermana, Martha Renner.

## Arquitectura
El Smart Museum y el adyacente Cochrane-Woods Art Center, que alberga las aulas y oficinas del departamento de historia del arte de la Universidad de Chicago, fueron diseñados por el arquitecto nacido en Chicago Edward Larrabee Barnes.
Los edificios modernos sin adornos están unidos por paseos cubiertos y dan a un jardín escultórico común al aire libre. Los edificios están revestidos de piedra caliza de Indiana, «parecen simples pero el diseño es sofisticado» y se relacionan con la arquitectura gótica y los cuadriláteros que se encuentran en otras partes del campus.
El vestíbulo del museo tiene un techo abovedado con una ventana de claristorio orientada al norte. Una renovación en 1999 volvió a configurar y expandió los espacios de la galería pública dentro de la huella existente del edificio.
En la inauguración del edificio en 1971, Edward H. Levi, presidente de la Universidad de Chicago, señaló que el diseño tenía por objeto «mostrar las obras expuestas en lugar de distraerlas, y mejorar la comunicación entre los estudiosos» en el interior. Levi también señaló que el proyecto estaba originalmente destinado a ser mucho más grande. Barnes había diseñado planos nunca realizados para instalaciones de música, teatro y biblioteca que se extendían hacia el norte.

## Operaciones
El Smart Museum es forma parte de la Universidad de Chicago. Sus exposiciones y operaciones se financian a través de una variedad de contribuciones de universidades, fundaciones e individuos. Tiene un consejo de administración, un programa de membresía, y comités asesores de profesores y estudiantes.
El museo está abierto al público. No hay una tarifa de entrada general o un cargo especial para las exposiciones. Está acreditado por la Alianza Americana de Museos.